# Acronicta melanocephala
Acronicta melanocephala là một loài bướm đêm trong họ Noctuidae.